# Tournoi d'ouverture du championnat de Bolivie de football 2003
Navigation
Saison précédente Saison suivante
Le tournoi d'ouverture de la saison 2003 du Championnat de Bolivie de football est le premier tournoi semestriel de la vingt-neuvième édition du championnat de première division en Bolivie. C'est le tout premier tournoi saisonnier organisé par la fédération bolivienne. 
Les douze clubs participants sont réunis au sein d'une poule unique où ils affrontent leurs adversaires deux fois, à domicile et à l'extérieur. 
C'est le club de The Strongest La Paz qui remporte la compétition cette saison après avoir terminé en tête du classement final, avec un seul point d'avance sur le tenant du titre, Bolivar La Paz et six sur Jorge Wilstermann Cochabamba. C'est le cinquième titre de champion de Bolivie de l'histoire du club.

## Qualifications continentales
Le vainqueur du tournoi Ouverture se qualifie pour la Copa Libertadores 2004. Une place en Copa Sudamericana 2003 est attribuée au vainqueur d'un barrage entre quatre équipes (la deuxième place est réservée au vainqueur du championnat 2002, Bolivar La Paz).

## Les clubs participants
| - Jorge Wilstermann Cochabamba - Aurora Cochabamba - Promu de Primera B - Oriente Petrolero - Bolivar La Paz - Club Blooming - Iberoamericana La Paz | - San José Oruro - Real Potosi - Unión Tarija - The Strongest La Paz - Club Independiente Petrolero - Club Deportivo Guabirá |

## Compétition
Le barème utilisé pour établir l'ensemble des classements est le suivant :
- Victoire : 3 points
- Match nul : 1 point
- Défaite : 0 point

### Classement
| Rang | Équipe                       | Pts | J  | G  | N  | P  | Bp | Bc | Diff |
| ---- | ---------------------------- | --- | -- | -- | -- | -- | -- | -- | ---- |
| 1    | The Strongest La Paz         | 46  | 22 | 13 | 7  | 2  | 43 | 29 | +14  |
| 2    | Bolívar La PazT              | 45  | 22 | 13 | 6  | 3  | 54 | 21 | +33  |
| 3    | Jorge Wilstermann Cochabamba | 40  | 22 | 11 | 7  | 4  | 43 | 19 | +24  |
| 4    | Oriente Petrolero            | 33  | 22 | 10 | 3  | 9  | 51 | 37 | +14  |
| 5    | Real Potosí                  | 31  | 22 | 8  | 7  | 7  | 44 | 40 | +4   |
| 6    | Iberoamericana La Paz        | 30  | 22 | 9  | 3  | 10 | 35 | 40 | -5   |
| 7    | San José Oruro               | 25  | 22 | 7  | 4  | 11 | 29 | 34 | -5   |
| 8    | Aurora CochabambaP           | 25  | 22 | 6  | 7  | 9  | 35 | 43 | -8   |
| 9    | Unión Tarija                 | 25  | 22 | 5  | 10 | 7  | 26 | 39 | -13  |
| 10   | Club Blooming                | 24  | 22 | 6  | 6  | 10 | 31 | 38 | -7   |
| 11   | Club Deportivo Guabirá       | 18  | 22 | 4  | 6  | 12 | 21 | 44 | -23  |
| 12   | Club Independiente Petrolero | 18  | 22 | 4  | 6  | 12 | 21 | 49 | -28  |

|  | Qualification pour la Copa Sudamericana 2003        |
|  | Participation au barrage pré-Sudamericana           |
|  | T : Tenant du titre P : Promu de Copa Simon Bolivar |

- Les critères de qualification pour le barrage pré-Sudamericana ne sont pas précisés.

### Barrage pré-Sudamericana
Les quatre clubs qualifiés s'affrontent en matchs aller-retour à élimination directe.
Demi-finales :
| Équipe 1                     | Résultat | Équipe 2             | Aller | Retour |
| ---------------------------- | -------- | -------------------- | ----- | ------ |
| Oriente Petrolero            | 2 - 3    | Club Blooming        | 0 - 0 | 2 - 3  |
| Jorge Wilstermann Cochabamba | 1 - 6    | The Strongest La Paz | 0 - 2 | 1 - 4  |

Finale :
| Équipe 1      | Résultat | Équipe 2             | Aller | Retour |
| ------------- | -------- | -------------------- | ----- | ------ |
| Club Blooming | 2 - 5    | The Strongest La Paz | 1 - 1 | 1 - 4  |

- The Strongest La Paz se qualifie pour la Copa Sudamericana 2003.

## Bilan de la saison
| Championnat de Bolivie de football 2003 |                                 |
| Champion                                | The Strongest La Paz (5e titre) |
| Qualifications continentales            |                                 |
| Copa Libertadores 2004                  | The Strongest La Paz            |
| Copa Sudamericana 2003                  | Bolivar La Paz                  |
| Copa Sudamericana 2003                  | The Strongest La Paz            |
| Promotions et relégations               |                                 |
| Promus en Primera A                     | Aucun                           |
| Relégués en Torneo Simon Bolívar        | Aucun                           |